# ディーレイ級護衛駆逐艦
| ディーレイ級護衛駆逐艦         | ディーレイ級護衛駆逐艦                               | ディーレイ級護衛駆逐艦                               |
| ------------------------------ | ---------------------------------------------------- | ---------------------------------------------------- |
| DE-1023 エヴァンズ、FRAM改修後 |                                                      |                                                      |
| 艦級概観                       |                                                      |                                                      |
| 艦種                           | 航洋護衛艦 (DE)                                      | 航洋護衛艦 (DE)                                      |
| 艦名                           | 海軍功労者 一番艦はサミュエル・D・ディーレイに因む。 | 海軍功労者 一番艦はサミュエル・D・ディーレイに因む。 |
| 建造期間                       | 1952年 - 1958年                                      | 1952年 - 1958年                                      |
| 就役期間                       | 1954年 - 1974年                                      | 1954年 - 1974年                                      |
| 前級                           | ジョン・C・バトラー級                                | ジョン・C・バトラー級                                |
| 次級                           | クロード・ジョーンズ級                               | クロード・ジョーンズ級                               |
| 性能要目                       |                                                      |                                                      |
| 排水量                         | 基準：1,314 t                                        | 基準：1,314 t                                        |
| 排水量                         | 満載：1,877 t                                        |                                                      |
| 全長                           | 96.01m                                               | 96.01m                                               |
| 全幅                           | 11.21m                                               | 11.21m                                               |
| 吃水                           | 3.38m                                                | 3.38m                                                |
| 機関                           | フォスター・ホイーラー式水管缶 (42.2kgf/cm2、454℃)   | 2缶                                                  |
| 機関                           | ド・ラバル式ギヤード・タービン (20,000 shp)          | 1基                                                  |
| 機関                           | スクリュープロペラ                                   | 1軸                                                  |
| 速力                           | 最大27ノット                                         | 最大27ノット                                         |
| 航続距離                       | 6,000海里（12ノット時）                              | 6,000海里（12ノット時）                              |
| 乗員                           | 士官12名、兵員160名                                  | 士官12名、兵員160名                                  |
| 兵装                           | 50口径76mm連装速射砲 ※FRAM改修で32番砲を撤去         | 2基                                                  |
| 兵装                           | 324mm対潜ロケット砲 ※後日撤去                        | 1基                                                  |
| 兵装                           | 324mm3連装短魚雷発射管                               | 2基                                                  |
| 兵装                           | 爆雷投射機                                           | 8基                                                  |
| 兵装                           | 爆雷投下軌条                                         | 1条                                                  |
| 艦載機                         | QH-50 DASH ※FRAM改修艦のみ                           | 2機                                                  |
| FCS                            | Mk.63 砲FCS ※FRAM改修で第2方位盤を撤去               | 2基                                                  |
| FCS                            | Mk.105 水中FCS                                       | 1基                                                  |
| レーダー                       | AN/SPS-6 対空捜索用                                  | 1基                                                  |
| レーダー                       | AN/SPS-10 対水上捜索用                               | 1基                                                  |
| レーダー                       | AN/SPG-34 砲射撃指揮用 ※FRAM改修艦では1基に減少      | 2基                                                  |
| ソナー                         | AN/SQS-4 艦底装備式 ※FRAM改修でAN/SQS-23に換装       | 1基                                                  |
| 電子戦                         | AN/WLR-1 電波探知装置                                | AN/WLR-1 電波探知装置                                |

ディーレイ級護衛駆逐艦（ディーレイきゅうごえいくちくかん、英語: Dealey-class destroyer escorts）は、アメリカ海軍の航洋護衛艦（DE）の艦級。第二次世界大戦後に実用化された様々な対潜戦装備を盛り込んだ新世代護衛艦として、1952年度から1955年度計画で13隻が建造された。基本計画番号はSCB-72。

## 来歴
本級の計画は、当初、沿岸域での船団護衛や哨戒を狙って、173フィート型駆潜艇の発展型として開始された。しかし、駆潜艇の延長線上の設計では、新しく開発されたソナーや対潜前投兵器を搭載する余地を確保できないことから、より大型の設計に変更された。
これに続く構想では、1000トン級に大型化し、76ミリ砲やヘッジホッグ、爆雷、魚雷発射管などを搭載するものとなったが、根本的な問題の解決には至らなかった。このことから、最終的にはジョン・C・バトラー級護衛駆逐艦（WGT型）をベースとして、新開発の対潜前投兵器やソナーに対応して設計されることとなった。

## 船体・機関
本級は、大戦型の護衛駆逐艦と同様の平甲板船型を採用しており、船体内には、缶室・機械室を挟んで前方には3層の、後方には2層の甲板が設けられている。また、荒天時のピッチング減少を狙って重心を後方に下げ、艦首の乾舷を高めている。上部構造物は2層からなっているが、アルミニウム軽金属が多用され、重量を40%低減している。なお装載艇としては、26フィート内火艇1隻が01甲板後方右舷に搭載された。
また、本級は、主機関についても新しい設計を採用している。従来のアメリカ護衛駆逐艦は、蒸気タービン推進とする際には、通常の駆逐艦などと同様にタービン2基、2軸推進を採用していた。これに対し、本級は、戦時の急速建造を考慮して、フォスター・ホイーラー式水管缶2基とド・ラバル式ギヤード・タービン1基に1軸推進という方式を採用した。主機タービンは高圧・低圧の2胴構成で、機関に異常が生じた際にも極力推進力を維持できるよう、必要に応じて高圧タービンと低圧タービンのいずれか一方で運転可能とした。本級の機関出力は20,000馬力、主缶で発生される蒸気の性状は、圧力42.2kgf/cm2（600psi）、温度454℃であった。
同様にギヤード・タービンを採用したジョン・C・バトラー級護衛駆逐艦（ただし2基2軸式）においては、出力12,000馬力で機関重量403トンであったのに対し、本級では出力20,000馬力で412トンとなっており、技術進歩と1軸推進へのトレードオフの成果が如実に現れている。これは、のちのブロンシュタイン級フリゲートにはじまるSCB199シリーズにおいても採用され、アメリカ護衛駆逐艦で標準的な方式となった。

## 装備
本級は、装備のあらゆる面で新型化がはかられており、その戦闘能力は、従来の艦を大きく上回っている。

### センサ
対空捜索レーダーとしてはAN/SPS-6がマスト中部に搭載された。これはLバンドを使用しており、1948年に実用化されたばかりの新型機であった。また対水上捜索レーダーも、新型のAN/SPS-10がマスト頂部に搭載された。電波探知装置としては、新型のAN/WLR-1をマスト下部に後日装備している。
ソナーとしては、当初は捜索用のAN/SQS-2Bと攻撃用のAN/SOG-1を搭載していたが、のちに新開発のAN/SQS-4を初搭載した。これはSQS-2と同様にQHBの系譜に属するもので、8〜14キロヘルツの周波数を使用し、探知距離4600メートルを狙ったものであった。その後、1962年以降、DE-1006,1014,1021を除く各艦は順次にFRAM改修を受け、より強力・低周波のAN/SQS-23に換装されている。これは、周波数4.5〜5.5キロヘルツ、探知距離9100メートルであった。

### 武器システム
新世代の対潜前投兵器として、Mk.108 324mm対潜ロケット砲を装備した。これは、従来より使用されていたヘッジホッグよりも大型のロケット爆雷を、より長距離（最大射程700〜900メートル）に投射するもので、新世代の対潜兵器として大いに期待されたものであった。しかし開発遅延のために、ネームシップはスキッド対潜迫撃砲2基を搭載して就役した（後に旋回式ヘッジホッグ1基に換装）ほか、実際には、不発率の高さで現場での評判は悪く、また、原子力推進の導入により高速化する潜水艦脅威には対抗しきれないものであった。このことから、のちにウェポン・アルファは撤去されて、より信頼性の高い対潜火力として、Mk.44短魚雷を発射する3連装のMk 32 短魚雷発射管を装備している。これらを統制する水中攻撃指揮装置 (UBFCS) としては、護衛駆逐艦 (DDE) 改修を受けたフレッチャー級駆逐艦やミッチャー級駆逐艦が搭載したMk.102の簡素化・改良型であるMk.105を採用した。
また、1962年にAN/SQS-23搭載改修を受けた艦は、同時に、後部の3インチ砲と爆雷を撤去して、新開発の長距離対潜兵器であるQH-50 DASH (無人対潜ヘリコプター) 2機およびその運用設備を設置した。これは、無線誘導の無人ヘリコプターによって、母艦装備のソナーで探知した敵潜水艦に対して短魚雷を投射するものであったが、これまた信頼性の低さから短期間の運用に終わった。DASHを搭載した艦の多くは、のちにLAMPSを搭載するよう改修されたが、本級は船型過小であると考えられたことから、ヘリコプターの着艦に対応するように飛行甲板を拡張したのみで、LAMPSの搭載は行なわなかった。
砲熕兵器としては、新開発のMk.33 3インチ連装速射砲をはじめて搭載した。これは、従来、個艦防空に用いられてきた4連装のボフォース 60口径40mm機関砲の代替として開発された、アメリカ海軍の第二次世界大戦後第一世代の3インチ砲システムである。極めて高い発射速度・追随性能を備えた半自動砲であり、VT信管によって極めて高い防空効果を発揮できる。本級は、これを前後に1基ずつ搭載し、極めて高い個艦防空力を備えた。その射撃指揮はMk.63 砲射撃指揮装置によって行なわれており、AN/SPG-34射撃指揮レーダーは砲側装備とされており、第1方位盤は艦橋上の02甲板レベルに、第2方位盤は上部構造物後端の01甲板レベルに設置されている。ただし上記の通り、FRAM改修艦ではDASHの運用設備設置に伴って後部の32番砲を撤去し、これに伴い第2方位盤も撤去されている。

## 配備
1954年5月、海軍の長期計画の策定にあたるシンドラー委員会は、船団護衛艦について、本級のように精巧高価な艦よりも、戦時大量建造に対応できる簡素で安価な艦を建造するように勧告した。これに応じて、1956年度以降の建造艦は、より簡素なクロード・ジョーンズ級となり、本級の建造は終了した。しかし1950年代末には、海軍は再び高性能化に舵を切り、本級と同様のコンセプトに基づくSCB-199シリーズの建造に着手することになる。
| アメリカ海軍 | アメリカ海軍                                  | アメリカ海軍    | アメリカ海軍    | アメリカ海軍    | アメリカ海軍    | その後               | その後               | その後                       | その後               | その後               |
| 艦番号       | 艦名                                          | 起工            | 進水            | 就役            | 除籍            | 再就役先             | #                    | 艦名                         | 再就役               | 退役                 |
| ------------ | --------------------------------------------- | --------------- | --------------- | --------------- | --------------- | -------------------- | -------------------- | ---------------------------- | -------------------- | -------------------- |
| DE-1006      | ディーレイ USS Dealey                         | 1952年 12月15日 | 1953年 11月8日  | 1954年 6月3日   | 1972年 7月      | ウルグアイ海軍       | DE-3                 | 18デ・フリオ ROU 18 De Julio | 1972年 7月28日       | 1991年               |
| DE-1014      | クロムウェル USS Cromwell                     | 1953年 8月3日   | 1954年 6月4日   | 1954年 11月24日 | 1972年 7月5日   | スクラップとして売却 | スクラップとして売却 | スクラップとして売却         | スクラップとして売却 | スクラップとして売却 |
| DE-1015      | ハンマーバーグ USS Hammerberg                 | 1953年 11月12日 | 1954年 8月20日  | 1955年 3月2日   | 1973年 12月14日 | スクラップとして売却 | スクラップとして売却 | スクラップとして売却         | スクラップとして売却 | スクラップとして売却 |
| DE-1021      | コートニー USS Courtney                       | 1954年 9月2日   | 1955年 11月2日  | 1956年 9月24日  | 1973年 12月14日 | スクラップとして売却 | スクラップとして売却 | スクラップとして売却         | スクラップとして売却 | スクラップとして売却 |
| DE-1022      | レスター USS Lester                           | 1954年 9月2日   | 1956年 1月5日   | 1957年 6月14日  | 1973年 12月14日 | スクラップとして売却 | スクラップとして売却 | スクラップとして売却         | スクラップとして売却 | スクラップとして売却 |
| DE-1023      | エヴァンズ USS Evans                          | 1955年 4月8日   | 1955年 9月14日  | 1957年 6月14日  | 1973年 12月12日 | スクラップとして売却 | スクラップとして売却 | スクラップとして売却         | スクラップとして売却 | スクラップとして売却 |
| DE-1024      | ブリジェット USS Bridget                      | 1955年 9月19日  | 1956年 4月25日  | 1957年 10月24日 | 1973年 11月     | スクラップとして売却 | スクラップとして売却 | スクラップとして売却         | スクラップとして売却 | スクラップとして売却 |
| DE-1025      | バウアー USS Bauer                            | 1955年 12月1日  | 1957年 6月4日   | 1957年 11月21日 | 1973年 11月     | スクラップとして売却 | スクラップとして売却 | スクラップとして売却         | スクラップとして売却 | スクラップとして売却 |
| DE-1026      | フーパー USS Hooper                           | 1956年 1月4日   | 1957年 8月1日   | 1958年 3月18日  | 1973年 6月6日   | スクラップとして売却 | スクラップとして売却 | スクラップとして売却         | スクラップとして売却 | スクラップとして売却 |
| DE-1027      | ジョン・ウィリス USS John Willis              | 1955年 7月5日   | 1956年 2月4日   | 1957年 2月21日  | 1972年 7月14日  | スクラップとして売却 | スクラップとして売却 | スクラップとして売却         | スクラップとして売却 | スクラップとして売却 |
| DE-1028      | ヴァン・ヴォーリス USS Van Voorhis            | 1955年 8月29日  | 1956年 7月28日  | 1957年 4月22日  | 1972年 7月1日   | スクラップとして売却 | スクラップとして売却 | スクラップとして売却         | スクラップとして売却 | スクラップとして売却 |
| DE-1029      | ハートレイ USS Hartley                        | 1955年 10月31日 | 1956年 11月24日 | 1957年 6月26日  | 1972年 7月8日   | コロンビア海軍       | DE-16                | ボヤカ ARC Boyaca            | 1972年 7月           | 1994年               |
| DE-1030      | ジョセフ・K・タウシッグ USS Joseph K. Taussig | 1956年 1月3日   | 1957年 1月3日   | 1957年 9月10日  | 1972年 7月1日   | スクラップとして売却 | スクラップとして売却 | スクラップとして売却         | スクラップとして売却 | スクラップとして売却 |

### 準同型艦
オスロ級フリゲート
本級を元に建造されたノルウェー海軍のフリゲート。
アルミランテ・ペレイラ・ダ・シルヴァ級フリゲート
本級を元に建造されたポルトガル海軍のフリゲート。対潜前投兵器として、4連装ボフォース対潜ロケット砲を2基搭載している。
また、本型の建造完了直後より海上自衛隊が運用を開始したいすず型護衛艦においても、本型の影響を強く受けている。
アメリカ海軍の地上模擬練習艦リクルート (TDE-1)は、本級を模して設計されている。